# Raphinha
Raphael Dias Belloli (Porto Alegre, Brasil, 14 de desembre de 1996), conegut com a Raphinha, és un futbolista professional brasiler que juga com a extrem al FC Barcelona i a la selecció brasilera.
Va començar la seva carrera a l'Avaí FC, equip que va deixar per anar al Vitória Guimarães portuguès el 2016, lloc on va debutar com a professional. Després de molt bones actuacions, va signar per l'Sporting CP, on es va estar un any abans de signar contracte amb l'Stade Rennais FC francès. Un any després va marxar al Leeds United FC, on hi va jugar dos anys fins que fou traspassat al FC Barcelona per uns 50 milions de lliures.
Raphinha és internacional amb el Brasil des de l'abril de 2021. Els seus primers dos gols amb la selecció varen arribar en una victòria contra l'Uruguai a finals d'aquell mes. Va formar part de l'equip brasiler al Mundial de Qatar de 2022.

## Carrera esportiva
Raphinha va néixer a Porto Alegre, Brasil, on va créixer a Restinga, una favela allunyada del centre de la ciutat. El seu pare feia feina de músic. Va tenir una educació difícil on descriu compartir dormitori amb els seus pares, el germà petit i les mascotes; lluitant per pagar les despeses de viatge i en alguns punts haver de demanar menjar. És d'origen parcialment italià.
Als set anys va assistir a la festa d'aniversari de Ronaldinho a causa de la relació del seu pare i oncle amb el jugador. Des de llavors s'han trobat moltes vegades i han desenvolupat una amistat duradora.
Abans de començar la seva carrera de futbol professional, Raphinha va participar en torneigs de várzea fins als 18 anys, que descriu com "una xarxa de partits i tornejos independents organitzats per la comunitat local" per sota del nivell acadèmic en què qualsevol jugador potencial té permès de participar. Els partits d'aquests torneigs es disputen en condicions dures, incloent aficionats locals que assetgen jugadors de l'equip rival a prop dels vestidors abans dels partits, trets, camps de terra batuda amb pols i sorra, calor intensa, pals en comptes de xarxes i equips sense samarreta per manca de dorsals.
Té una llarga amistat amb Bruno Fernandes, començant abans que es fessin companys de l'Sporting CP. Segons Raphinha, Fernandes ha estat una gran ajuda per a ell i la seva carrera futbolística. Abans d'unir-se al Leeds United FC, Fernandes va dir a Raphinha que el seu estil "s'adaptaria a la lliga" (en referència a la Premier League).

## Carrera de club

### Avaí
Després de fer proves infructuoses amb International i Grêmio, Raphinha va començar la seva carrera jugant al futbol juvenil amb l'Imbituba, des d'on més tard va ser repescat per l'Avaí. Amb 18 anys, Raphinha va començar la seva carrera amb l'equip sub-20 de l'Avaí al Campeonato Brasileiro Série A el 2014. Després de lesionar-se, no va poder formar part de la plantilla, però va continuar entrenant pel seu compte. Malgrat l'interès creixent per Raphinha de molts dels millors clubs del Brasil, l'Avaí el va mantenir fins al 2016, on va impressionar a la Copa São Paulo de Futebol Júnior.

### Vitória Guimarães
El 2 de febrer de 2016, Raphinha va fitxar pel Vitória Guimarães portuguès, després d'haver estat seleccionat a la Copa São Paulo de Futebol Júnior per Deco, que el va fitxar a la seva agència, D20 Sports, i va organitzar el seu trasllat a Vitória. Va debutar amb els vimaranenses el 13 de març de 2016 davant el Paços de Ferreira. Va marcar el seu primer gol amb el club contra el CS Marítimo el 20 d'agost de 2016. Va fer la seva primera aparició a la UEFA Europa League 2017-18 el 14 de setembre de 2017 contra el Red Bull Salzburg. Va guanyar el premi de jugador emergent de l'any del Vitória Guimarães el 2017. Va marcar 18 gols durant 43 partits (en totes les competicions) durant la temporada 2017-18 de la Primeira Liga amb el Vitória Guimarães.

### Sporting CP
Al maig de 2018, es va traslladar al club portuguès Sporting CP fins al 2019. Va debutar el 12 d'agost contra el Moreirense FC. Va marcar el seu primer gol amb el club el 20 de setembre de 2018 contra l'FK Qarabag en una victòria per 2-0 a la UEFA Europa League 2018-19. Raphinha va formar part de l'equip que va guanyar la Taça de Portugal 2018-19 i va marcar un penal en la victòria de la tanda de penals contra el Porto.

### Rennes
Va fitxar pel club francès Rennes el 2019, amb un traspàs d'uns 21 milions d'euros, el rècord de fitxatge més car del club. Va marcar i va fer una assistència en el seu darrer partit amb el club durant el partit de la Ligue 1 2020-21 contra el Reims en un empat 2-2 el 4 d'octubre de 2020. Va marcar vuit gols i va fer set assistències durant la seva etapa al club, on va ajudar el Rennes a aconseguir un tercer lloc i a classificar-se per a la Lliga de Campions de la UEFA 2020-21 durant la temporada 2019-20 de la Ligue 1.

### Leeds United

#### Temporada 2020-21
El 5 d'octubre de 2020, es va incorporar al Leeds United FC amb un contracte de quatre anys per una xifra de traspàs no revelada que es va informar que era d'uns 17 milions de lliures esterlines, o uns 20 milions d'euros. El 19 d'octubre de 2020, va debutar com a substitut de la segona part en una derrota per 1-0 davant el Wolverhampton Wanderers FC. El seu debut complet va ser a casa contra l'Arsenal el 22 de novembre de 2020. El 28 de novembre de 2020, Raphinha va marcar el seu primer gol amb el Leeds en una victòria a casa per 1-0 contra l'Everton. El seu gol de la victòria va assegurar la primera victòriadel Leeds a la Premier League a Goodison Park i la seva primera victòria a l'Everton des de 1990. Va acabar la temporada amb sis gols, tots en partits de lliga.

#### Temporada 2021-22
Raphinha va marcar el seu primer gol de la temporada el 21 d'agost de 2021, en el primer partit a casa del Leeds, un empat al minut 72, des de l'interior de l'àrea de penal, en un resultat final de 2-2 contra l'Everton. Va ser nominat. com un dels gols del mes d'agost de la Premier League.
Raphinha va acabar la temporada com a màxim golejador del Leeds amb 11 gols, inclòs el primer gol del partit en la victòria fora de casa per 2-1 contra el Brentford l'últim dia de la temporada, des del punt de penal després de rebre una falta del porter de Brentford David Raya, confirmant l'estatus de Premier League del Leeds.

### FC Barcelona
El 15 de juliol de 2022, Raphinha va signar contracte pel FC Barcelona per cinc anys, a canvi d'un traspàs de 50 milions de lliures, que podrien arribar a 55 en variables.

#### 2022–23: Adaptació i títol de Lliga
Va debutar oficialment en el primer partit de la lliga al Camp Nou, el 13 d'agost de 2022, en un empat 0-0 contra el Rayo Vallecano. El 3 de setembre va marcar el primer gol amb el Barça, en una victòria per 3–0 contra el Sevilla al Ramón Sánchez Pizjuán. El 13 de setembre va debutar a la competició continental amb el club com a titular en una derrota per 2-0 contra el Bayern de Múnic a la Lliga de Campions de la UEFA. Al final de la fase de grups de la Lliga de Campions de la UEFA 2022–23, el Barça va acabar tercer, cosa que el va situar a la fase eliminatòria per segona temporada consecutiva. Contractat per substituir Ousmane Dembélé, que tenia dificultats, tots dos van competir per una plaça de titular, i l'entrenador Xavi Hernández insistia que volia mantenir els dos jugadors, amb l'esperança de generar competència entre ells per les posicions titulars en un equip que tenia pocs extrems. Durant la temporada, la recuperació de forma de Dembélé va limitar les seves oportunitats d'actuar a la seva posició preferida d'extrem dret.
El 16 de gener de 2023, el Barça va guanyar la final de la Supercopa d'Espanya de 2023, després d'una victòria per 3-1 sobre el seu rival Reial Madrid a al Clàssic, guanyant així el seu primer títol amb el club. El 16 de febrer, Raphinha va fer una assistència i va marcar en un empat a 2 contra el Manchester United FC en una fase eliminatòria de la Lliga Europa de la UEFA 2022-23 al Camp Nou. Finalment el Barça va ser eliminat del torneig després de perdre per 2-1 al partit fora de casa a Old Trafford. A la segona part de la temporada, va tenir l'oportunitat de jugar més quan Dembélé va patir una lesió muscular, però va ser inconsistent durant aquell període, cosa que va fer que Raphinha estigués entrant i sortint de l'onze inicial. El 14 de maig, va assistir al segon gol de Robert Lewandowski, quan el Barça va derrotar al RCD Espanyol per 4–2 al derbi barceloní, confirmant-los com a campions de la Lliga.

#### Temporada 2023–24

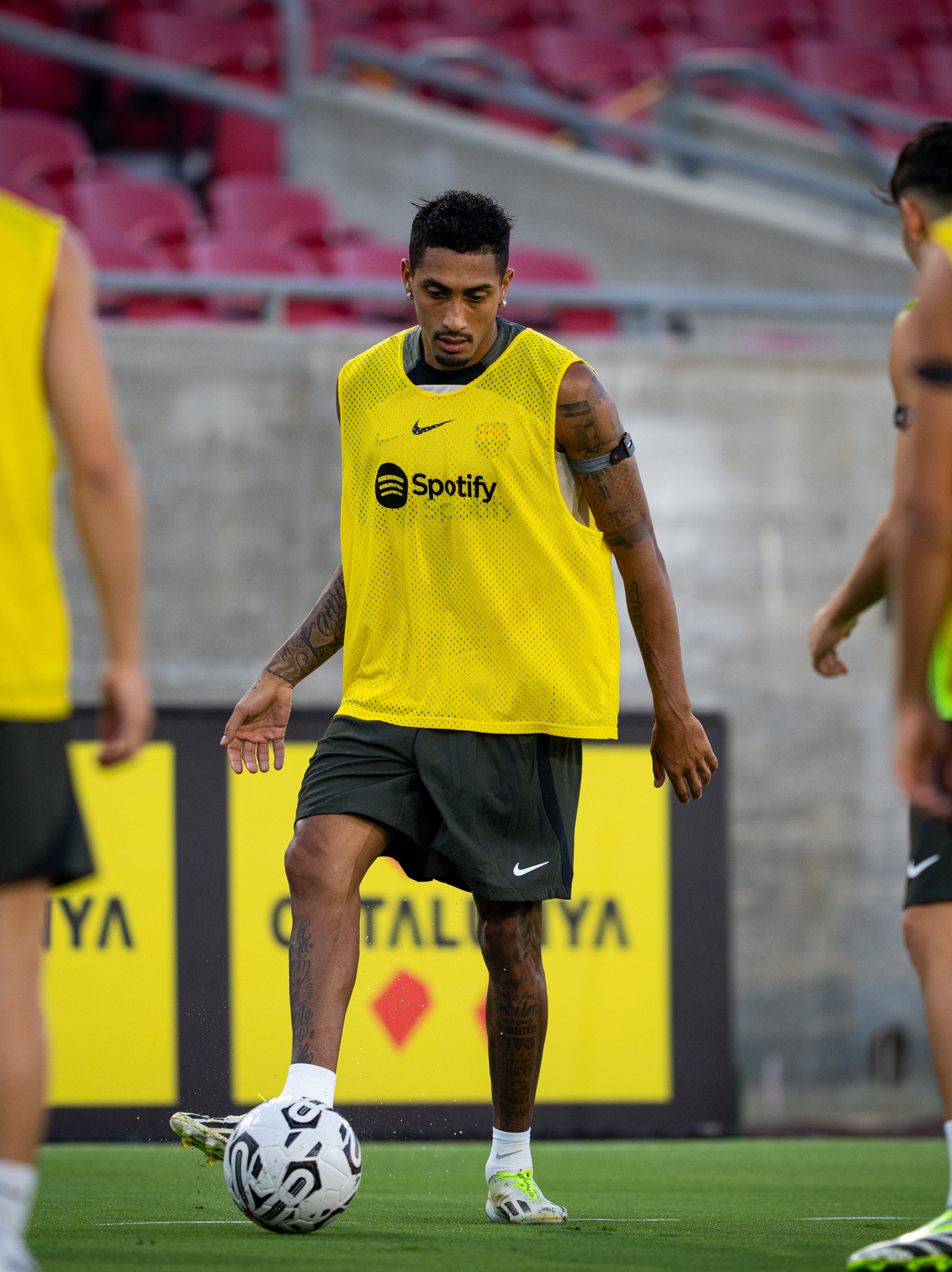
Raphinha entrenant amb el FC Barcelona el 2023

Després de perdre's part de la nova temporada, Raphinha va tenir dificultats per complir les expectatives dels aficionats a la Lliga, tot i el suport del seu entrenador Xavi. Finalment va perdre el seu lloc a l'onze inicial davant la jove promesa Lamine Yamal, que ja havia marcat durant l'absència de Raphinha per lesió i al final de la primera part de la temporada només havia marcat tres gols.
Malgrat una temporada decebedora en general, Raphinha va tenir un paper clau a la campanya de la Lliga de Campions del Barcelona, participant en dos gols a la seva victòria per 3-1 contra el Nàpols el 12 de març, al partit a casa, que va deixar fora els italians amb un marcador global de 4-2. El 10 d'abril de 2024 va marcar dos gols al Paris Saint-Germain FC i fou nomenat MVP del partit, a l'anada dels quarts de finals de la Lliga de Campions de la UEFA 2023-24, disputat al Parc dels Prínceps, amb resultat final de victòria per 2-3. and awarded as the Player of the Match. Al partit de tornada a casa, tot i marcar el primer gol, els parisencs varen remuntar amb una victòria per 4-1, eliminant el Barça.

#### Temporada 2024–25: rècords golejadors
Tot i haver marcat 10 gols i 11 assistències en 37 partits la temporada anterior, el seu futur al club era incert i, amb Xavi deixant el càrrec d'entrenador, es va vincular a una possible marxa del club per tal que el Barça pogués recaptar fons enmig de les seves dificultats financeres. Va rebre una oferta de contracte per valor de 90 milions d'euros de l'equip Al-Hilal de la Lliga Pro Saudita, i el director esportiu del Barcelona, Deco, va informar al seu agent que li busqués un altre equip. No obstant això, Hansi Flick, que va substituir Xavi com a nou entrenador, va decidir mantenir-lo. Highlighting his importance to the team, Flick named him as one of the team's captains for the season.
Flick va començar el seu mandat amb un enfocament tàctic diferent al del seu predecessor, va posicionar Raphinha al centre, darrere de Robert Lewandowski i flanquejat per extrems, cosa que va fer que la seva forma millorés dràsticament. El 31 d'agost de 2024, va marcar el seu primer hat-trick amb el Barça en una golejada per 7-0 a casa contra el Reial Valladolid en un partit de La Lliga. Later that year, on 23 October, he scored a hat-trick in the Champions League in a 4–1 home win against Bayern Munich in the group stage and was named Player of the Match. Uns dies més tard, el 26 d'octubre, va marcar el seu primer gol al Clàssic i va fer una assistència en una victòria per 4-0 fora de casa contra el Reial Madrid. Durant el partit a l'Estadi Santiago Bernabéu, Raphinha i els seus companys d'equip del Barcelona, Lamine Yamal i Ansu Fati, van ser objectiu d'insults racials per part d'un grup de seguidors locals.
El 12 de gener de 2025 va ser nomenat jugador del partit. després de marcar dos gols i donar una assistència en una victòria per 5-2 contra el Reial Madrid a la final de la Supercopa d'Espanya. El 21 de gener, va ser nomenat jugador del partit una vegada més, després de liderar la remuntada del Barcelona contra el SL Benfica a la Lliga de Campions. Va contribuir amb dos gols, inclòs un de decisiu en el temps afegit, per assegurar una victòria fora de casa per 5-4. El 5 de març, als vuitens de final de la fase eliminatòria de la Lliga de Campions de la UEFA 2024-25, va marcar l'únic gol d'una victòria fora de casa contra el Benfica, amb un home menys. i va marcar dos gols i va fer una assistència l'11 de març al partit de tornada d'una victòria a casa per 3-1, aconseguint una victòria global per 4-1 i classificant-se per als quarts de final del torneig.
El 9 d'abril de 2025, Raphinha va igualar el rècord de l'exjugador del Barcelona Lionel Messi, de participacions golejadores en una temporada de la Lliga de Campions, amb 19. Va aconseguir aquesta gesta contra el Borussia Dortmund a l'anada dels quarts de final de la Lliga de Campions de la UEFA 2024-25. Va marcar un gol i va fer una assistència a Lamine Yamal i Robert Lewandowski respectivament per igualar el rècord de l'argentí establert a l'edició 2011-12. El 26 d'abril de 2025 va jugar com a titular en la final de la Copa del Rei 2024-25 que el Barça va guanyar al Madrid per 3-2, a l'Estadi de La Cartuja de Sevilla. El 30 d'abril de 2025, va superar el rècord de Messi en el partit d'anada de la semifinal contra l'Inter de Milà i es va convertir oficialment en el jugador del Barcelona amb més participacions de gol, amb 20.

## Carrera internacional
L'agost de 2021, Raphinha va ser convocat per representar el Brasil per a les eliminatòries de l'equip contra Xile, l'Argentina i el Perú.
El 7 d'octubre de 2021, Raphinha va fer el seu debut complet amb la Selecció brasilera de futbolselecció absoluta, entrant com a suplent a la mitja part en una victòria - remuntada per 3-1 contra Veneçuela. Va assistir dos gols i va guanyar un penal en 45 minuts sobre el terreny de joc, rebent elogis d'experts esportius i aficionats.
En la seva tercera aparició i primer titular, va marcar els seus dos primers gols internacionals en un partit de classificació contra l'Uruguai.

## Estadístiques

### Club
A a l'últim partit jugat el 29 de gener de 2025
| Club                       | Div.          | Temporada     | Lliga | Lliga | Lliga  | Copes nacionals | Copes nacionals | Copes nacionals | Copes internacionals | Copes internacionals | Copes internacionals | Total | Total | Total  |
| Club                       | Div.          | Temporada     | Part. | Gols  | Assis. | Part.           | Gols            | Assis.          | Part.                | Gols                 | Assis.               | Part. | Gols  | Assis. |
| -------------------------- | ------------- | ------------- | ----- | ----- | ------ | --------------- | --------------- | --------------- | -------------------- | -------------------- | -------------------- | ----- | ----- | ------ |
| Vitória SC "B" Portugal    | 2.ª           | 2015-16       | 16    | 5     | 1      | ―               | ―               | ―               | ―                    | ―                    | ―                    | 16    | 5     | 1      |
| Vitória SC "B" Portugal    | Total club    | Total club    | 16    | 5     | 1      | 0               | 0               | 0               | 0                    | 0                    | 0                    | 16    | 5     | 1      |
| Vitória SC Portugal        | 1a            | 2015-16       | 1     | 0     | 0      | ―               | ―               | ―               | ―                    | ―                    | ―                    | 1     | 0     | 0      |
| Vitória SC Portugal        | 1a            | 2016-17       | 32    | 4     | 6      | 9               | 0               | 1               | ―                    | ―                    | ―                    | 41    | 4     | 7      |
| Vitória SC Portugal        | 1a            | 2017-18       | 32    | 15    | 4      | 5               | 3               | 0               | 6                    | 0                    | 0                    | 43    | 18    | 4      |
| Vitória SC Portugal        | Total club    | Total club    | 65    | 19    | 10     | 14              | 3               | 1               | 6                    | 0                    | 0                    | 85    | 22    | 11     |
| Sporting CP Portugal       | 1a            | 2018-19       | 24    | 4     | 1      | 8               | 2               | 0               | 4                    | 1                    | 1                    | 36    | 7     | 2      |
| Sporting CP Portugal       | 1a            | 2019-20       | 4     | 2     | 0      | 1               | 0               | 0               | ―                    | ―                    | ―                    | 5     | 2     | 0      |
| Sporting CP Portugal       | Total club    | Total club    | 28    | 6     | 1      | 9               | 2               | 0               | 4                    | 1                    | 1                    | 41    | 9     | 2      |
| Stade Rennais FC França    | 1a            | 2019-20       | 22    | 5     | 3      | 4               | 2               | 1               | 4                    | 0                    | 0                    | 30    | 7     | 4      |
| Stade Rennais FC França    | 1a            | 2020-21       | 6     | 1     | 0      | ―               | ―               | ―               | ―                    | ―                    | ―                    | 6     | 1     | 0      |
| Stade Rennais FC França    | Total club    | Total club    | 28    | 6     | 3      | 4               | 2               | 1               | 4                    | 0                    | 0                    | 36    | 8     | 4      |
| Leeds United FC Anglaterra | 1a            | 2020–21       | 30    | 6     | 9      | 1               | 0               | 0               | ―                    | ―                    | ―                    | 31    | 6     | 9      |
| Leeds United FC Anglaterra | 1a            | 2021-22       | 35    | 11    | 3      | 1               | 0               | 0               | ―                    | ―                    | ―                    | 36    | 11    | 3      |
| Leeds United FC Anglaterra | Total club    | Total club    | 65    | 17    | 12     | 2               | 0               | 0               | 0                    | 0                    | 0                    | 67    | 17    | 12     |
| FC Barcelona Catalunya     | 1a            | 2022–23       | 36    | 7     | 7      | 7               | 2               | 2               | 7                    | 1                    | 3                    | 50    | 10    | 12     |
| FC Barcelona Catalunya     | 1a            | 2023–24       | 28    | 6     | 9      | 2               | 1               | 0               | 7                    | 3                    | 4                    | 37    | 10    | 13     |
| FC Barcelona Catalunya     | 1a            | 2024–25       | 21    | 12    | 6      | 3               | 3               | 1               | 8                    | 8                    | 5                    | 32    | 23    | 12     |
| FC Barcelona Catalunya     | Total club    | Total club    | 85    | 25    | 22     | 12              | 6               | 3               | 22                   | 12                   | 12                   | 119   | 43    | 37     |
| Total carrera              | Total carrera | Total carrera | 287   | 78    | 49     | 41              | 13              | 5               | 36                   | 13                   | 13                   | 364   | 104   | 67     |
| 1. 2.                      |               |               |       |       |        |                 |                 |                 |                      |                      |                      |       |       |        |

### Internacional
A a l'últim partit jugat el 19 de novembre de 2024
| Selecció | Any   | Part. | Gols |
| -------- | ----- | ----- | ---- |
| Brasil   | 2021  | 5     | 2    |
| Brasil   | 2022  | 11    | 3    |
| Brasil   | 2023  | 4     | 1    |
| Brasil   | 2024  | 11    | 4    |
| Total    | Total | 31    | 10   |

## Palmarès
Sporting CP
- Taça de Portugal: 2018–19
- Taça da Liga: 2018–19[80]

FC Barcelona
- 2 Supercopes d'Espanya: 2023,[81] 2025[82]
- 2 Lligues espanyoles: 2022-23,[83] 2024-25
- 1 Copa del Rei: 2024–25[70][71]

Individual
- Jugador de l'any Vitória Guimarães: 2017[84]
- Jugador del mes de La Liga amb el FC Barcelona: agost de 2024